# Ikama
Ikama ist ein Verwaltungsbezirk (Ward) des Distrikts Kyela in der tansanischen Region Mbeya. Er grenzt im Norden an den Bezirk Talatala, im Osten an den Bezirk Lusungo, im Südosten und Süden an Mwaya und im Westen an Ipande.

## Geografie
Ikama ist ein ländlicher Bezirk im Südwesten von Tansania, der nur 2 Kilometer vom Malawisee entfernt liegt. Die Grenze im Westen und im Süden bildet der Fluss Mbaka. Die Fläche des Bezirks beträgt 21,5 Quadratkilometer und bei der Volkszählung 2022 lebten hier 4732 Menschen in 1261 Haushalten.

## Gliederung
Der Bezirk besteht aus vier Gemeinden (Mtaa) mit 16 Orten (Kitongoji):
| Ilopa - Bugoloka - Ilopa - Kyimo - Ndwanga | Fubu - Fubu - Lyongo - Mbwato - Ndondobya - Seko | Mpunguti - Ikama - Mpanga - Mpunguti A - Mpunguti B | Mwambusye - Busalano - Itiki - Nsela |

## Wirtschaft und Infrastruktur
- Bildung: Die Ikama Secondary School ist eine öffentliche Schule für Knaben und Mädchen mit einer Ausbildung bis zur 4. Stufe.[6]
- Gesundheit: Im Bezirk befinden sich vier staatliche Apotheken, je eine in Ikama,[7] Ilopa,[8] Mpunguti[9] und Mwambusye.[10]